# Verfahrensbeistand
Der Verfahrensbeistand (weibl. Form: Verfahrensbeiständin) ersetzt seit dem Inkrafttreten des Gesetzes über das Verfahren in Familiensachen und in den Angelegenheiten der freiwilligen Gerichtsbarkeit (FamFG) am 1. September 2009 in Deutschland im familiengerichtlichen Verfahren den bisherigen Verfahrenspfleger. Er soll in kindschaftsrechtlichen Verfahren die Interessen Minderjähriger zur Geltung bringen. Die Interessen umfassen die Rechte und Grundrechte der Minderjährigen. Deshalb kann der Verfahrensbeistand Anträge stellen, Rechtsmittel einlegen und an Kindesanhörungen teilnehmen. Mit Verabschiedung des „Gesetzes zur Bekämpfung sexualisierter Gewalt gegen Kinder“ am 16. Juni 2021 ergänzte der Gesetzgeber die Qualifikation des Verfahrensbeistandes und schloss einige Straftäter von der Betätigung als Verfahrensbeistand aus.

## Rechtsgrundlage
Bestellung und Vergütung der Verfahrensbeistandschaft sind geregelt in den §§ 158, 167, 174 und 191 FamFG. Die konkreten Aufgaben sind bei der Bestellung durch Beschluss zu bestimmen. Die Möglichkeit zur Erledigung der Aufgabe ist durch das GG und BGB, die DSGVO und das StGB begrenzt. Der Verfahrensbeistand ist Verfahrensbeteiligter nach § 7 FamFG Abs. 3 ohne gesetzlicher Vertreter des Kindes zu sein. Er kann nur gegen Entscheidungen des Familiengerichtes notwendige Rechtsmittel einlegen, um z. B. das Grundrecht der Minderjährigen auf ein faires Verfahren und rechtliches Gehör durchzusetzen, wobei ein faires Verfahren der Eltern auf den Minderjährigen abfärbt. Die Gerichte sind verpflichtet, diese Rechtsmittel zu bearbeiten.
Die durch Beschluss übertragenen Aufgaben dürfen nicht in die (Grund-)Rechte der Betroffenen eingreifen und bedürfen einer Begründung durch das Gericht damit die Übertragung wirksam wird. Betroffen ist besonders das Recht auf informationelle Selbstbestimmung und das Elternrecht mit dem besonderen Schutzbereich der Familie. Der Beschluss darf keine Aufgaben enthalten, die anderen vorbehalten sind. Die Tatsachenermittlung ist Aufgabe des Gerichtes, die Herbeiführung einer einvernehmlichen Lösung ist Aufgabe der kommunalen Jugendhilfe (Jugendamt). Eine Befugnis kann der Beschluss nicht enthalten.
Es besteht weder eine Fach- noch eine Rechtsaufsicht. Das beauftragende Familiengericht ist dem Verfahrensbeistand nicht weisungsbefugt. Fühlt sich jemand durch Handlungen eines Verfahrensbeistands in seinen Rechten verletzt oder sonst wie geschädigt, steht ihm die ordentliche Straf- und Zivilgerichtsbarkeit offen. Das Familiengericht ist dafür nicht zuständig.

## Bestellung durch das Familiengericht
Das Gericht hat dem minderjährigen Kind in Kindschaftssachen, die seine Person betreffen, einen fachlich und persönlich geeigneten Verfahrensbeistand zu bestellen, soweit dies zur Wahrnehmung seiner Interessen erforderlich ist (§ 158 FamFG):
Dies ist stets Fall
- bei Verfahren nach § 1666 des Bürgerlichen Gesetzbuchs, wenn die teilweise oder vollständige Entziehung der Personensorge in Betracht kommt (Kindeswohlgefährdung),
- wenn der Ausschluss oder eine wesentliche Beschränkung des Umgangsrechts in Betracht kommt (§ 1684 BGB).
- in Verfahren, die eine Verbleibensanordnung nach § 1632 Abs. 4 BGB oder § 1682 BGB zum Gegenstand haben

Die Bestellung ist in der Regel erforderlich
- wenn eine Trennung des Kindes von der Person erfolgen soll, in deren Obhut es sich befindet.
- in Verfahren, die die Herausgabe des Kindes zum Gegenstand haben (§ 1632 BGB Abs. 1)
- wenn eine wesentliche Beschränkung des Umgangsrechts in Betracht kommt
- wenn das Interesse des Kindes zu dem seiner gesetzlichen Vertreter in erheblichem Gegensatz steht.

Als Interesse des Kindes wird nicht nur Wunsch, Wille und Kindeswohl verstanden, sondern vorrangig die Rechte und Grundrechte des Kindes als objektives Kindeswohl.
Weiterhin ist vom Gericht ein Beistand zu bestellen, wenn dies in Abstammungs- oder Adoptionssachen zur Wahrnehmung der Interessen des minderjährigen Beteiligten erforderlich ist.
Das Gericht hat vor Bestellung des Verfahrensbeistandes zu prüfen, ob keiner der gesetzlichen und natürlichen Vertreter des Minderjährigen Willens oder in der Lage ist, die Interessen des Minderjährigen zu wahren und ggf. zur Geltung zu bringen, da der Verfahrensbeistand nicht der gesetzliche Vertreter ist und die Durchsetzung der Interessen zunächst Pflicht und Recht der Eltern ist. Eine verpflichtende Bestellung eines Verfahrensbeistandes der in FamFG § 158 genannten Fallgruppen lehnte die Bundesregierung 2020 zunächst ab und verdeutlicht auch die notwendige Qualität des Eingriffs, u. a. in die Elternrechte. Mit Verabschiedung des „Gesetzes zur Bekämpfung sexualisierter Gewalt gegen Kinder“ am 16. Juni 2021 machte der Gesetzgeber die Bestellung bei von staatlichen Stellen angeregten Verfahren verpflichtend, bei Verfahren der Eltern beließ er es bei der Prüfpflicht auf Notwendigkeit durch das Gericht. Dabei darf die Bestellung, auch im Hinblick auf die Kosten, nicht mutwillig sein.
Das Gericht hat eine Prüfung auf die fachliche und persönliche Geeignetheit unter Beachtung der Transparenz durchzuführen. Die Transparenz verhindert aus dem Blickwinkel der Bewerber eine mögliche Bevorzugung (z. B. Mitglied eines Vereins), die Betroffenen als Rechteinhaber haben die Möglichkeit zu prüfen, ob eine objektive Eignung vorzuliegen scheint und alle notwendigen Kriterien tatsächlich glaubhaft gemacht wurden. Die Transparenz ist in Bezug auf Qualifizierung und Vorstrafen zunächst auf das Gericht beschränkt, wenn es dies verlangt, das Ergebnis ist jedoch aktenkundig zu machen.
Die Bestellung des Verfahrensbeistandes endet mit Verfahrensabschluss oder mit der Aufhebung der Bestellung auf Antrag des Verfahrensbeistandes und Zustimmung des Gerichtes. Die Aufhebung durch das Gericht hat ferner dann zu erfolgen, wenn die weitere Betätigung die Interessen des Kindes gefährden würden (§ 158 Abs. 4 FamFG). Dies kann zutreffend sein, wenn der Verfahrensbeistand unbefugt Handlungen vornimmt, die in Rechte Dritter eingreifen, insbesondere die (Grund-)Rechte des Kindes verletzten und das bestellende Gericht dies auch so erkennt.

### Situation ab dem 14. Lebensjahr
Ein Minderjähriger kann ab dem 14. Lebensjahr auch selbst einen Interessensvertreter mit der Wahrnehmung seiner Rechte beauftragen (§ 9 Nr. 3 FamFG), in der Regel also einen eigenen Rechtsanwalt.
Auch in einer Vormundschaftssache hat der Mündel Anspruch auf einen selbst gewählten Verfahrensbeistand (Hanseatisches Oberlandesgericht in Bremen, Beschluss vom 14. November 2016, Az. 4 WF 82/16).
Die Vertretung eines Kindes durch einen beauftragten Rechtsanwalt geht im Kindschaftsverfahren der Unterstützung durch einen Verfahrensbeistand vor, weil dieser das Kind wirksam vertritt und dazu befugt ist (Oberlandesgericht Stuttgart, Beschluss vom 17. Januar 2014, Az. 11 WF 271/13). Eine Entpflichtung des Verfahrensbeistandes bei nachträglicher Vertretung durch einen Rechtsanwalt sieht das Gesetz seit 2021 nicht mehr vor.
Der eigene Rechtsanwalt wird über die beantragte und bewilligte Verfahrenskostenhilfe bezahlt (vergleiche auch Amtsgericht Essen, Beschluss vom 18. Juni 2002, Az. 104 F 80/01 SO, und Hanseatisches Oberlandesgericht Hamburg, 3. Senat für Familiensachen, Beschluss vom 2. Mai 2017, Az. 12 WF 70/17).
Mit der Gesetzesänderung muss das Gericht bei einem bedingt geschäftsfähigen Kind trotz anwaltlicher Vertretung einen Verfahrensbeistand bestellen, sofern er „stets zu bestellen“ ist. In den anderen Fällen muss die Prüfung der Sach- und Rechtslage durch das Gericht im Einzelfall die Erforderlichkeit ergeben. Mit der eingeführten Definition der Eignung muss der Verfahrensbeistand nur über Grundkenntnisse im Verfahrensrecht, im Kindschaftsrecht sowie Kinder- und Jugendhilferechts nachweisen, ein (Fach-)Anwalt jedoch fundiertes Fachwissen und unterliegt zudem einer Berufsordnung.

## Aufgaben
Die übertragbaren Aufgaben des Verfahrensbeistands ergeben sich aus § 158b FamFG.
Das Gericht ist verpflichtet, den Verfahrensbeistand konkret in Art und Umfang zu beauftragen und die Beauftragung zu begründen. Er hat das Kind über Gegenstand, Ablauf und möglichen Ausgang des Verfahrens in geeigneter Weise zu informieren. Er soll eine Entscheidung mit dem Kind erörtern. Der Verfahrensbeistand hat das Interesse des Kindes festzustellen und im gerichtlichen Verfahren zur Geltung zu bringen. 
Soweit nach den Umständen des Einzelfalls ein Erfordernis besteht, kann das Gericht dem Verfahrensbeistand die zusätzliche Aufgabe übertragen, Gespräche mit den Eltern und weiteren, vom Gericht konkret benannten Bezugspersonen des Kindes zu führen. Für eine Übermittlung der Gesprächsinhalte an Dritte (Gericht, Jugendamt etc.) hat der Gesetzgeber keine Rechtsgrundlage geschaffen. Er hat am Zustandekommen einer einvernehmlichen Regelung über den Verfahrensgegenstand mitzuwirken, in einer Art, in der es nicht bereits die gesetzliche Aufgabe eines anderen ist (Jugendamt), also mindestens alles zu unterlassen was eine einvernehmliche Regelung verhindert.
Ein Grundinteresse (Grundrecht) des Kindes ist ein faires Verfahren seine Person betreffend.
Der Verfahrensbeistand wird in der Regel ein oder mehrere Gespräche mit dem Kind führen soweit dies möglich und erforderlich ist. Der Verfahrensbeistand soll an der Kindesanhörung teilnehmen (§ 159 Abs. 4 Satz 3 FamFG). 
Die im Referentenentwurf BT Drucksache 16/6308 vorgesehene Stellungnahme, die sowohl das subjektive Interesse des Kindes (Wunsch und Wille des Kindes) als auch das objektive Interesse des Kindes (Wohl des Kindes) einzubeziehen hatte, unterlag dem Schutz von personenbezogenen Daten (Art. 8 GrCh mit EU VO 2016/679) und der fehlenden Möglichkeit, dem Verfahrensbeistand die Aufgabe der Sachaufklärung zu übertragen. Die in das Gesetz 2021 eingeflossene Stellungnahme § 158b Abs. 1 Satz 2 FamFG betrifft deshalb nur die Tätigkeit des Verfahrensbeistandes. In der Regel wird der Verfahrensbeistand spätestens zum Anhörungstermin einen schriftlichen Tätigkeitsbericht vorlegen, was jedoch insbesondere im Zuge des „beschleunigten Verfahrens“ und den strengen Datenschutzbestimmungen (Informationspflicht, Widerspruchsrecht, auch über Datenerhebung bei Dritten, Möglichkeit Einsichtnahme, der Berichtigung und Ergänzung) nicht immer möglich ist. Familiengerichte räumen dann regelmäßig trotzdem die Möglichkeit einer mündlichen Stellungnahme im Anhörungstermin ein. Der Verfahrensbeistand läuft dann unmittelbar Gefahr, der unbefugten Tätigkeit der Sachermittlung nachzugehen und unbefugt personenbezogene Daten zu offenbaren für deren Richtigkeit er keine Gewähr übernehmen kann. Die auf diesem Weg in die Gerichtsakte gelangenden personenbezogenen Daten aus dem Intimbereich der Betroffenen können dort nicht gelöscht oder gesperrt werden. Für die Würdigung als Tatsache bedürfte es der förmlichen Beweiserhebung durch Zeugenaussage unter Beachtung der gestellten Aufgabe und Befugnisse sofern ein Beteiligter das Vorgetragene bestreitet.
Den Referentenentwurf 2021 überlebt hat das Wort „kann“ bei der Möglichkeit, im Interesse des Kindes Rechtsmittel einzulegen, was die wesentliche Abgrenzung zur Aufgabe / Verpflichtung eines Rechtsanwaltes klarstellt und Haftungsansprüche aus Unterlassung ausschließt. Gleichwohl verpflichtet es die Gerichte, eingelegte Rechtsmittel zu bearbeiten. Die im Referentenentwurf verdeutlichte Klarstellung der fehlenden Eigenschaft als rechtlicher Vertreter und fehlendem Elternrecht beim Handeln im eigenen Namen war im Hinblick auf die Auslegung des abgelösten (hoheitlichen) Verfahrenspfleger notwendig geworden.
Der Referentenentwurf 2024  sieht hingegen eine zwangsweise Zuführung des Kindes nur durch die Eltern zum Gespräch mit dem Verfahrensbeistand vor, Heimkinder hingegen sollen nicht zwangsweise vorgeführt werden können. Weiter entlässt der Entwurf den Verfahrensbeistand in völlige Autonomie in der Wahl der Gesprächspartner, Art, Umfang seiner Betätigung und löst die Zweckbindung der Stellungnahme auf, was erheblichen Einfluss auf die staatliche Rechtspflege haben dürfte ohne eine notwendige Rechtsgrundlage im Umfang des Art. 6 Abs. 3 DSGVO für den Verfahrensbeistand zu schaffen.
Der "Deutsche Richterbund" beschreibt unbenommen davon in seiner Stellungnahme 16/2024 an den Gesetzgeber den Verfahrensbeistand als "wichtige Erkenntnisquelle" sowie Teil der Amtsermittlung. Damit trägt der "Deutsche Richterbund" die Bestrebungen der von RichterInnen verfassten Kommentarliteratur in die Legislative weiter, es wäre Aufgabe des Verfahrensbeistandes, für das Gericht personenbezogene Daten bei Dritten (Kind, Eltern, sonstige nach freier Auswahl) zu erheben und auch in das Verfahren der Eltern einzuführen.
Der Verfahrensbeistand kann nur im Interesse des Kindes Rechtsmittel einlegen, er ist aber nicht gesetzlicher Vertreter des Kindes (§ 158b Abs. 3 Satz 3 FamFG), womit sich die Anträge nur in das Verfahren richten können und keine Teilhabe an der Familie bedeutet. Dies beinhaltet vor allem die Wahrung der Grundrechte des Kindes, unabhängig davon, ob es sich um ein von staatlichen Stellen angeregtes Verfahren oder ein Verfahren der Eltern handelt. Die gefährdeten Grundrechte sind u. a. das Recht auf Familie, die informationelle Selbstbestimmung und das Recht auf ein faires Verfahren. Letzteres färbt bei Verfahren der Eltern als natürliche und gesetzliche Vertreter direkt auf das Kind ab. Der Verfahrensbeistand kann Einfluss auf eine kindgerechte Gestaltung des Verfahrens (Information des Kindes, Gestaltung der Kindesanhörung) nehmen, aber er hat Einfluss auf den Verfahrensverlauf und Verfahrensdauer z. B. durch Auswahl und Fragen an Sachverständige, Beseitigen von Verfahrensfehlern, Verfolgen und Unterlassen von unerlaubten Handlungen. Der Verfahrensbeistand nimmt seine Aufgabe selbstständig und eigenverantwortlich wahr. Dies betrifft auch die Haftung bei Verletzung der Rechte Dritter.

## Eignung
Fachliche Eignung
Verpflichtend ist eine Zusatzqualifikation für die Tätigkeit als Verfahrensbeistand und eine regelmäßige Fortbildung alle zwei Jahre. Verpflichtend sind ferner Grundkenntnisse auf den Gebieten des Familienrechts, insbesondere des Kindschaftsrechts, des Verfahrensrechts in Kindschaftssachen und des Kinder- und Jugendhilferechts, sowie Kenntnisse der Entwicklungspsychologie des Kindes hat und über kindgerechte Gesprächstechniken verfügt. Diese Grundkenntnisse und Kenntnisse schreibt der Gesetzgeber vornehmlich Bewerbern zu, die auf Verlangen des Gerichtes ein sozialpädagogische, pädagogische, psychologische oder juristische Berufsqualifikation nachweisen können. Alle anderen Bewerber müssen auf Verlangen dem Gericht anderweitig glaubhaft machen, über die Grundkenntnisse und Kenntnisse zu verfügen (§ 158a Abs. 1 FamFG).
Bei der Bestellung muss das Gericht nicht auf einen Bewerber zurückgreifen, dessen berufliche Qualifikation den tatsächlichen Bedarf des Kindes decken könnte. In Verfahren der Inobhutnahme als Trennung von der Familie kann der Ausschluss von Berufsgruppen geboten sein, wenn sich deren gewöhnliches Betätigungsfeld auf die Erziehung außerhalb von Familie beschränkt (Heimbetreiber, Sozialpädagogen u. a.). Die im Berufsverband der Verfahrensbeistände, Ergänzungspfleger und Berufsvormünder für Kinder und Jugendliche (BVEB) organisierten Verfahrensbeistände (Umgangspfleger und Vormünder) haben sich verpflichtet, nach schriftlich formulierten Standards zu arbeiten. Grundsätzliche Eigenschaften dieser Standards ist die Wertschätzung und der Respekt des Kindes.
Fundierte Kenntnisse des Datenschutzes werden bei der Eignungsprüfung nicht abgeprüft, obwohl Verstöße zum einen stets den Verfahrensbeistand selbst beschweren und ihn im Verfahren unbrauchbar machen. Zum anderen liegt nahe, dass bei Übergriffen das Verfahren nicht rechtskonform geschlossen werden kann, weil zu befürchten ist, dass die staatliche Entscheidung durch eine rechtswidrige Handlung beeinflusst wird oder gar darauf fußt. Nachdem über die Rechtswidrigkeit jedoch nicht das Familiengericht selbst entscheidet und dies ebenfalls Zeit in Anspruch nimmt, ist der zeitliche Verlauf im Hinblick auf das Beschleunigungsgebot nicht mehr zu rechtfertigen.
Persönliche Eignung
Das Gericht hat aus dem Kreis der fachlich geeigneten Personen dann zu prüfen, ob der Bewerber die Gewähr bietet, die Interessen des Kindes gewissenhaft, unvoreingenommen und unabhängig wahrzunehmen. Dabei ist zu beachten, dass die Unabhängigkeit auch dann gewährleistet sein könnte, wenn darüber das bestellende Gericht entscheidet. Grundsätzlich persönlich ungeeignet sind nur Straftäter im Kontext sexualisierter Gewalt gegen Kinder. Das Gericht soll in das erweiterte Führungszeugnis des Bewerbers Einblick nehmen und die Feststellung aktenkundig machen, dass keine Einträge in diesem Kontext vorliegen (§ 158a Abs. 2 FamFG).

## Vergütungsanspruch
Der berufsmäßige Verfahrensbeistand wird unabhängig von seinem tatsächlichen Zeitaufwand aus der Justizkasse pauschaliert vergütet, anders als der frühere Verfahrenspfleger. Die Vergütung, die auch Auslagen für Sachaufwendungen, wie Fahrtkosten sowie eine etwaige Mehrwertsteuer beinhaltet, beträgt 350,00 Euro je Verfahren (§ 158 Abs. 7 FamFG). Bei mehreren Geschwistern ist für jedes Kind die Vergütung fällig. Im Beschwerdeverfahren fällt die Gebühr erneut an, wenn die Beschwerde inhaltlich begründet ist und nicht nur rechtlich. Die Verpflichtung zur Prüfung der Berufsmäßigkeit obliegt dem Gericht.
Wenn das Gericht dem Verfahrensbeistand die zusätzliche Aufgabe überträgt, Gespräche mit den Eltern und weiteren Bezugspersonen des Kindes zu führen sowie am Zustandekommen einer einvernehmlichen Regelung über den Verfahrensgegenstand mitzuwirken, erhöht sich die Vergütung auf 550,00 Euro.
Die Kosten für Aufwendungen und Vergütungen des Verfahrensbeistandes erfolgen stets aus der Staatskasse. Der Vergütungsanspruch des Verfahrensbeistands erlischt, wenn er nicht binnen 3 Monaten nach Beendigung seiner Tätigkeit geltend gemacht wird. Die Kosten werden im Rahmen der Kostenfestsetzung den Verfahrensbeteiligten auferlegt. Der Vergütungsanspruch entsteht durch Bestellung unabhängig von einer tatsächlichen, aufgabenkonformen Betätigung. Die von der Kostenfestsetzung betroffenen Verfahrensbeteiligten können sich mit dem Rechtsmittel der Erinnerung gegen die Kosten wehren, sofern sie der Meinung sind, das Gericht sei einer (Prüf-)Pflicht nicht nachgekommen oder die Bestellung sei mutwillig gewesen.
Der Referentenentwurf 2024 sieht eine Abschaffung der "zusätzlichen Aufgabe" vor und überlässt den Umfang der Betätigung vollständig der Entscheidung des Verfahrensbeistandes, denn konkrete Aufgabenbeschreibungen und Begründungen wie für die Gerichte §158b Abs. 2 Satz 2 FamFG verpflichtend seien in der Praxis bereits jetzt unüblich. Die dann einheitliche Vergütung läge bei 690 € je Kind, ab dem zweiten Geschwisterkind 550 €. Lt. BMJ beträgt der Erfüllungsaufwand für Bürger und Bürgerinnen etwa 6,75 Millionen Euro. 